# Zio Vanja (film)
Zio Vanja (in russo Дядя Ваня?, Djadja Vanja) è un film del 1970 diretto da Andrej Končalovskij, adattamento dell'opera teatrale omonima di Anton Čechov.

## Trama
Il professore in pensione Serebrijakov e la sua seconda moglie, la bella e molto più giovane Elena, si recano in visita presso la loro tenuta di campagna mandata avanti dall'anziano Vanja, fratello della prima moglie. Stanco e annoiato dalla vita provinciale, Vanja cade vittima del fascino di Elena, così come il medico locale Astrov, che svolge il suo lavoro con coscienza ma che ha perso ogni idealismo. Quest'ultimo inoltre non ricambia l'amore di Sonja, la figlia che il professore ha avuto dalla prima moglie e che lavora con Vanja nella tenuta. I nodi vengono al pettine quando il professore annuncia la sua intenzione di vendere la proprietà.

## Distribuzione
Nell'ottobre 1971 il film venne presentato al Chicago International Film Festival. In anni più recenti è stato proiettato al Festival del Cinema Russo di Honfleur (2004), al Festival Internazionale di Marrakech (2008) e al Festival "Sputnik" del Cinema Russo in Polonia (2011).

### Date di uscita
- Polonia (Wujaszek Wania) - 26 luglio 1971
- Finlandia (Vanja-eno) - 5 novembre 1971
- Ungheria (Ványa bácsi) - 23 marzo 1972
- Argentina (Tío Vania) - 6 aprile 1972
- Stati Uniti d'America (Uncle Vanya) - 18 maggio 1972
- Giappone (Wanya Ojisan) - 16 settembre 1972
- Germania Est (Onkel Wanja) - 10 novembre 1972
- Francia (Oncle Vania) - 19 aprile 1973
- Regno Unito (Uncle Vanya) - 24 ottobre 1974
- Spagna (Tío Vanya) - 12 settembre 1979

## Accoglienza

### Critica
Il 19 maggio 1972 Vincent Canby ha riportato sul New York Times: «Questo Zio Vanja è una produzione estremamente aggraziata e ben recitata che rispetta Cechov come uomo del suo tempo, così come quella che presumo fosse la visione dell'Unione Sovietica del più triste, dolce, divertente e compassionevole drammaturgo rivoluzionario russo».

## Riconoscimenti
- 1971 - Chicago International Film Festival
  - Candidatura Gold Hugo per il miglior film a Andrej Končalovskij
- 1971 - Festival internazionale del cinema di San Sebastián
  - Concha de Plata al miglior regista a Andrej Končalovskij
- 1972 - National Board of Review Awards
  - National Board Review Award ai migliori film stranieri
- 1973 - Jussi
  - Premio Jussi per il miglior regista straniero a Andrej Končalovskij